# Томский кремль
Томский кремль — деревянная крепость Томска, со строительства которой началась история города.

## История
Крепость была возведена по указу Бориса Годунова в 1604 году в результате челобитной эуштинского князя Тояна, который принял российское подданство и просил защитить его земли от набегов враждебных соседей. В марте с заданием основать город на берегу Томи были посланы казачий голова Гаврила Писемский из Сургута и стрелецкий голова Василий Тырков из Тобольска. Уже к осени кремль был срублен. Согласно традиционной версии, он находился на Воскресенской горе на правом берегу Томи напротив расположенного на левом берегу поселения эуштинцев — Тоянова городка. Согласно альтернативной версии, первоначальные укрепления Томска находились в другом, пока не установленном месте. Это связано с тем, что археологические раскопки на Воскресенской горе не позволяют найти свидетельств столь ранней крепости, а данные письменных источников не имеют чёткой привязки к местности.

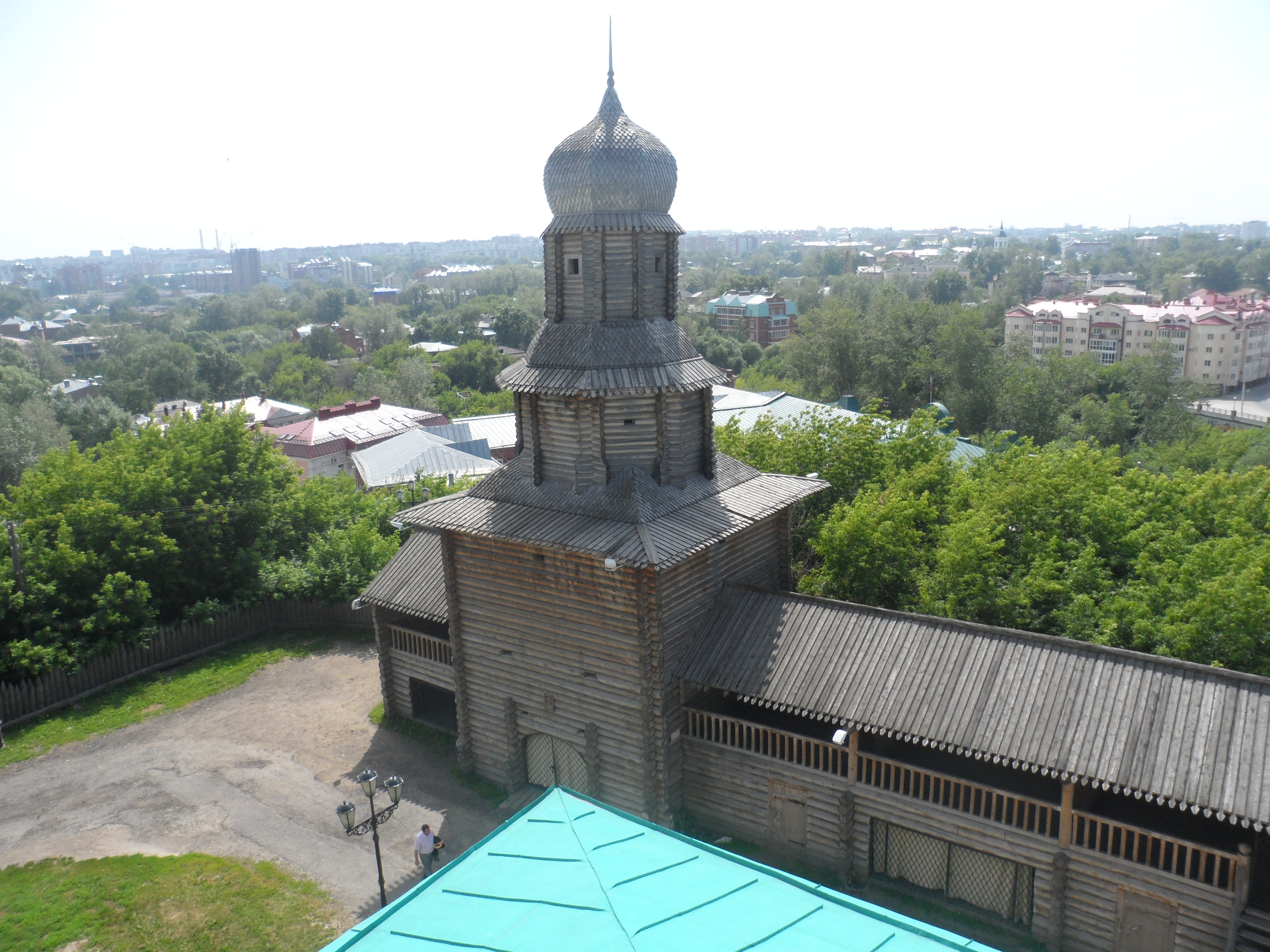
Воссозданная Спасская башня Томского кремля

Вскоре к Томскому кремлю, построенному в качестве рубленого города, был пристроен острог (окольный город), состоявший из заострённых брёвен. Внутри кремля стен находилась съезжая изба (воеводская канцелярия), воеводские хоромы, деревянная церковь, житницы, амбары и погреба, где хранились порох, хлеб, пушнина. Общая длина стен составляла около 210 метров, его площадь составляла 0,2 га. По углам имелись сторожевые башни, высота которых не превышала 3 саженей. Острог имел площадь 4,1 га и три стены длиной 1289 м. В нём жили служилые и промышленные люди, крестьяне.
В последующие годы Томская крепость не раз отражала набеги кочевников. В 1629 году Томск стал центром разряда (области). Из-за роста населения в 1630—1634 годах был построен новый острог, предназначенный для защиты жителей под горой, живших по берегам реки Ушайки. Его назвали новым, или нижним, а старый острог теперь именовался верхним. В 1639 году часть верхнего острога сгорела. В 1643 году в результате крупного пожара сгорел почти весь Томск. В последующие годы под руководством воеводы Осипа Щербатова была построена новая крепость, которая уже несомненно находилась на южном мысе Воскресенской горы. Денежные повинности на строительство новой крепости вызвали в 1648 году восстание горожан. Тем не менее, к осени 1648 году был готов новый укреплённый центр Томска.
Новый кремль имел семь крепостных башен, трое из которых стояли на стене, обращённой к Ушайке, трое находились на стене между городом и острогом и одна на стене, обращённой к Томи. В северной стене находились ворота, ведущие из кремля. Новый кремль был значительно крупнее прежнего и уже почти не уступал по площади острогу. Он просуществовал до 1780-х годов. Военная значимость крепости отпала ещё в начале XVIII века, после чего она стала приходить в негодность.

## Память

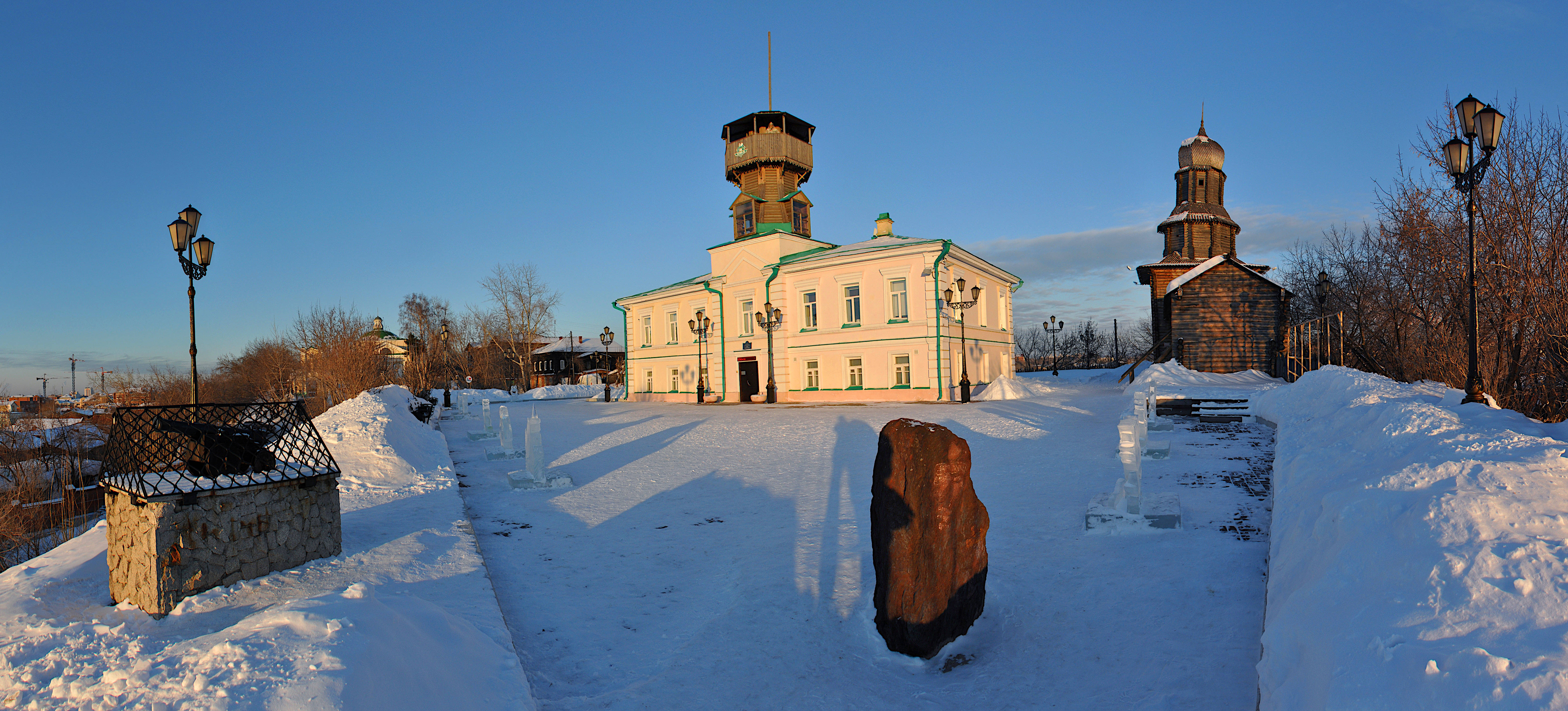
Памятный камень на Воскресенской горе

Решением Томского облисполкома № 242 от 25 июля 1961 года мыс Воскресенской горы признан памятником истории местного значения. В 1966 году на Воскресенской горе был установлен памятный камень. Постановлением Совмина РСФСР № 624 от 04 декабря 1974 года Воскресенская гора, на которой располагался Томский кремль, включена в число археологических памятников республиканского (федерального) значения.